# Liste der Baudenkmäler in Inning am Holz

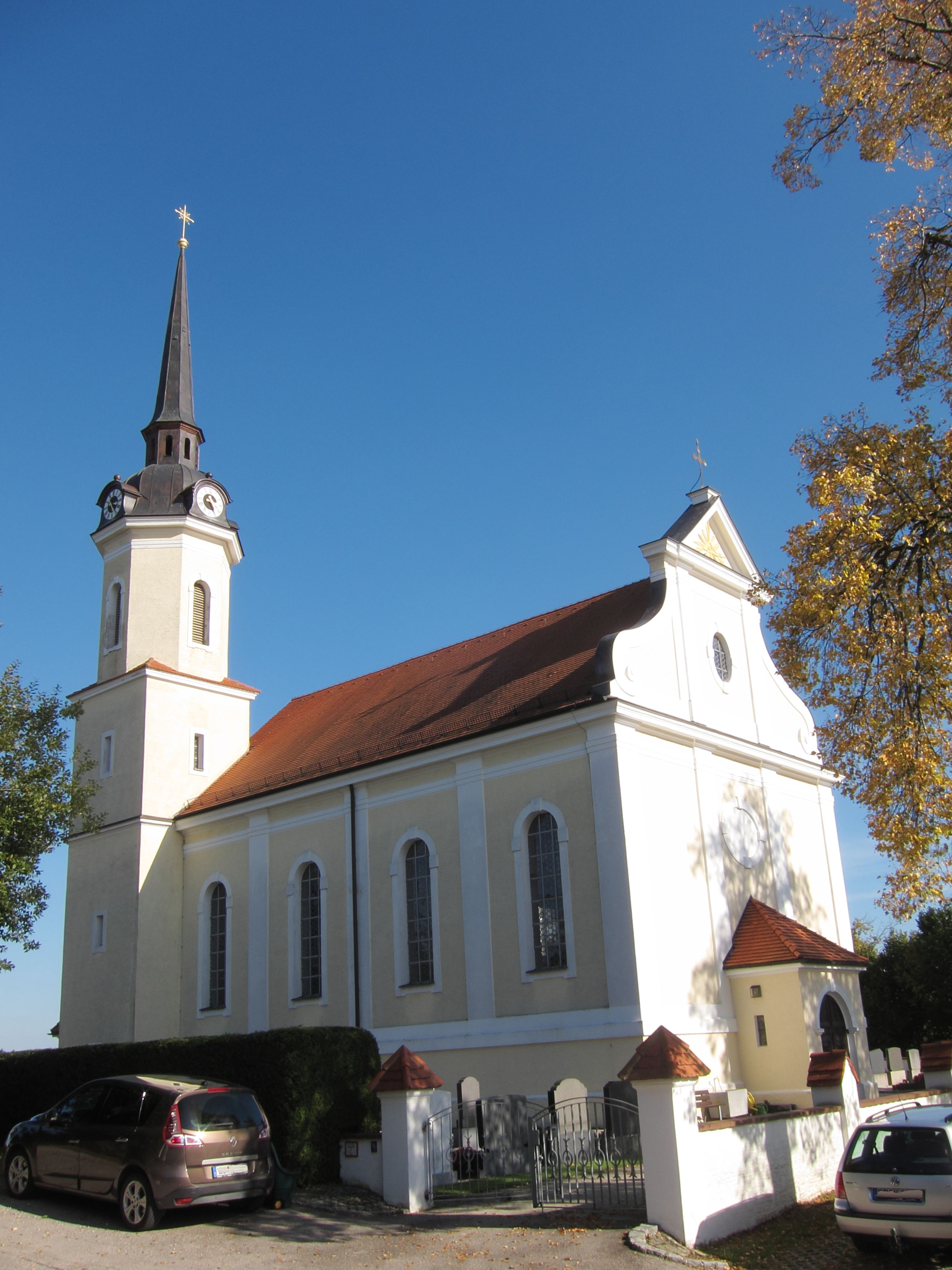
St. Stephanus in Inning am Holz

Auf dieser Seite sind die Baudenkmäler in der oberbayerischen Gemeinde Inning am Holz zusammengestellt. Diese Tabelle ist eine Teilliste der Liste der Baudenkmäler in Bayern. Grundlage ist die Bayerische Denkmalliste, die auf Basis des Bayerischen Denkmalschutzgesetzes vom 1. Oktober 1973 erstmals erstellt wurde und seither durch das Bayerische Landesamt für Denkmalpflege geführt wird. Die folgenden Angaben ersetzen nicht die rechtsverbindliche Auskunft der Denkmalschutzbehörde.

## Baudenkmäler nach Ortsteilen

### Inning am Holz
| Lage                                     | Objekt                                | Beschreibung                                                                                           | Akten-Nr.             | Bild           |
| ---------------------------------------- | ------------------------------------- | --- | --------------------- | -------------- |
| Hauptstraße (Standort)                   | Katholische Pfarrkirche St. Stephanus | Saalbau mit Schweifgiebel und Chorflankenturm in neobarockem Stil, Neubau von 1903/04; mit Ausstattung | D-1-77-122-1 Wikidata | weitere Bilder |
| Nordrand des Adlberger Holzes (Standort) | Grenzstein                            | kleine Granitstele bezeichnet 1734                                                                     | D-1-77-122-3 Wikidata | BW             |

### Adlberg
| Lage                 | Objekt                             | Beschreibung | Akten-Nr.             | Bild |
| -------------------- | ---------------------------------- | --- | --------------------- | ---- |
| Adlberg 7 (Standort) | Katholische Filialkirche St. Maria | spätgotischer Saalbau mit leicht eingezogenem polygonalem Chorabschluss, angefügter Sakristei und Westturm mit Zwiebelhaube, bezeichnet 1476, Barockisierung 1704; mit Ausstattung | D-1-77-122-4 Wikidata | BW   |

### Großwimpasing
| Lage                       | Objekt                               | Beschreibung | Akten-Nr.             | Bild           |
| -------------------------- | ------------------------------------ | --- | --------------------- | -------------- |
| Großwimpasing 3 (Standort) | Katholische Filialkirche St. Jakobus | Saalbau mit eingezogener Apsis, angefügter Sakristei und Westturm mit Zwiebelhaube, erbaut von Anton Kogler gegen 1725; mit Ausstattung | D-1-77-122-5 Wikidata | weitere Bilder |

### Ottering
| Lage                   | Objekt                             | Beschreibung | Akten-Nr.             | Bild           |
| ---------------------- | ---------------------------------- | --- | --------------------- | -------------- |
| Ottering 21 (Standort) | Katholische Filialkirche St. Georg | Saalbau mit eingezogener Apsis, angefügter Sakristei und Westturm mit Zwiebelhaube, Frühwerk von Anton Kogler erbaut 1703, Turm von Johann Baptist Lethner 1760; mit Ausstattung | D-1-77-122-7 Wikidata | weitere Bilder |

### Reimering
| Lage                    | Objekt  | Beschreibung                                          | Akten-Nr.             | Bild    |
| ----------------------- | ------- | ----------------------------------------------------- | --------------------- | ------- |
| Einfeld (Standort)      | Kapelle | Waldkapelle mit kleiner Apsis, erbaut 1901.           | D-1-77-122-9 Wikidata | Kapelle |
| Oselbachholz (Standort) | Kapelle | Waldkapelle, kleiner Putzbau mit Lourdesgrotte, 1914. | D-1-77-122-8 Wikidata | Kapelle |